# Downieville-Lawson-Dumont
Downieville-Lawson-Dumont és una concentració de població designada pel cens dels Estats Units a l'estat de Colorado. Segons el cens del 2000 tenia 364 habitants.

## Demografia
Segons el cens del 2000, Downieville-Lawson-Dumont tenia 364 habitants, 143 habitatges, i 101 famílies. La densitat de població era de 163,4 habitants per km².
Dels 143 habitatges en un 28% hi vivien nens de menys de 18 anys, en un 55,9% hi vivien parelles casades, en un 10,5% dones solteres, i en un 28,7% no eren unitats familiars. En el 20,3% dels habitatges hi vivien persones soles el 4,2% de les quals corresponia a persones de 65 anys o més que vivien soles. El nombre mitjà de persones vivint en cada habitatge era de 2,55 i el nombre mitjà de persones que vivien en cada família era de 2,98.
Per edats la població es repartia de la següent manera: un 25% tenia menys de 18 anys, un 7,7% entre 18 i 24, un 30,5% entre 25 i 44, un 29,9% de 45 a 60 i un 6,9% 65 anys o més.
L'edat mediana era de 39 anys. Per cada 100 dones de 18 o més anys hi havia 118,4 homes.
La renda mediana per habitatge era de 47.813 $ i la renda mediana per família de 49.808 $. Els homes tenien una renda mediana de 29.375 $ mentre que les dones 22.188 $. La renda per capita de la població era de 18.560 $. Cap de les famílies i l'1,7% de la població estaven per davall del llindar de pobresa.

## Poblacions més properes
El següent diagrama mostra les poblacions més properes.